# Uruguaiana
Uruguaiana är en stad och kommun i Brasilien och ligger i delstaten Rio Grande do Sul. Folkmängden i kommunen uppgick år 2014 till cirka 130 000 invånare. Staden ligger längs Uruguayfloden vid gränsen mot Argentina, med staden Paso de los Libres på den argentinska sidan. Kommunen har även gräns mot Uruguay i söder.

## Administrativ indelning
Kommunen var 2010 indelad i fem distrikt:
- João Arregui
- Plano Alto
- São Marcos
- Uruguaiana
- Vertentes